# Meroles
Meroles – rodzaj jaszczurek z rodziny jaszczurkowatych (Lacertidae).

## Rozmieszczenie geograficzne
Rodzaj obejmuje gatunki występujące w Afryce Wschodniej i Południowej (Tanzania, Malawi, Zambia, Angola, Namibia, Botswana, Zimbabwe, Mozambik i Południowa Afryka).

## Systematyka
Rodzaj zdefiniował w 1838 roku angielski zoolog John Edward Gray w artykule poświęconym katalogowemu spisowi jaszczurek o cienkim języku, z opisami wielu nowych rodzajów i gatunków, opublikowanym w czasopiśmie Annals of natural history. Gatunkiem typowym jest (późniejsze oznaczenie) M. knoxii.

### Etymologia
Meroles: J.E. Gray nie wyjaśnił etymologii nazwy rodzajowej, według Louisa Agassiza jest to eufonia.

### Podział systematyczny
Do rodzaju należą następujące gatunki: 
- Meroles anchietae Bocage, 1867 – stepniarka piaskonurek[5]
- Meroles ctenodactylus Smith, 1838
- Meroles cuneirostris Strauch, 1867
- Meroles knoxii Milne-Edwards, 1829
- Meroles micropholidotus Mertens, 1938
- Meroles reticulatus Bocage, 1867
- Meroles squamulosus Peters, 1854
- Meroles suborbitalis Peters, 1869